# Entyloma guaraniticum
Entyloma guaraniticum är en svampart som beskrevs av Speg. 1884. Entyloma guaraniticum ingår i släktet Entyloma och familjen Entylomataceae.   Inga underarter finns listade i Catalogue of Life.